# قلم قطع

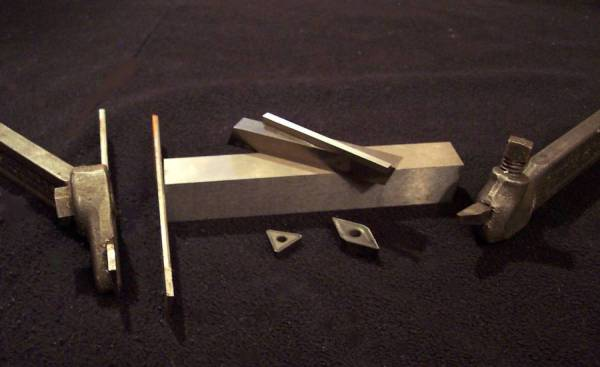
أقلام قطع متنوعة. من اليسار إلى اليمين: قلم فصل في حامله، قلم الفصل وحده، ثلاثة أقلام غير مشحوذة من الفولاذ سريع قطع HSS غير مشحوذة، لقمتين كربيديتين، قلم قطع من الفولاذ السريع مشحوذ مع حامله

قلم القطع (بالإنجليزية: Tool bit): هو أداة لقطع المعادن تستخدم في المخارط والمقاشط. وتجلخ حواف قلم القطع ليناسب عملية القطع الخاصة المطلوبة منه، ويعاد شحذه كلما دعت الحاجة لذلك. ويحمل قلم القطع بقوة بما يسمى حامل قلم القطع خلال عملية القطع.

## التوصيف الهندسي لقلم القطع

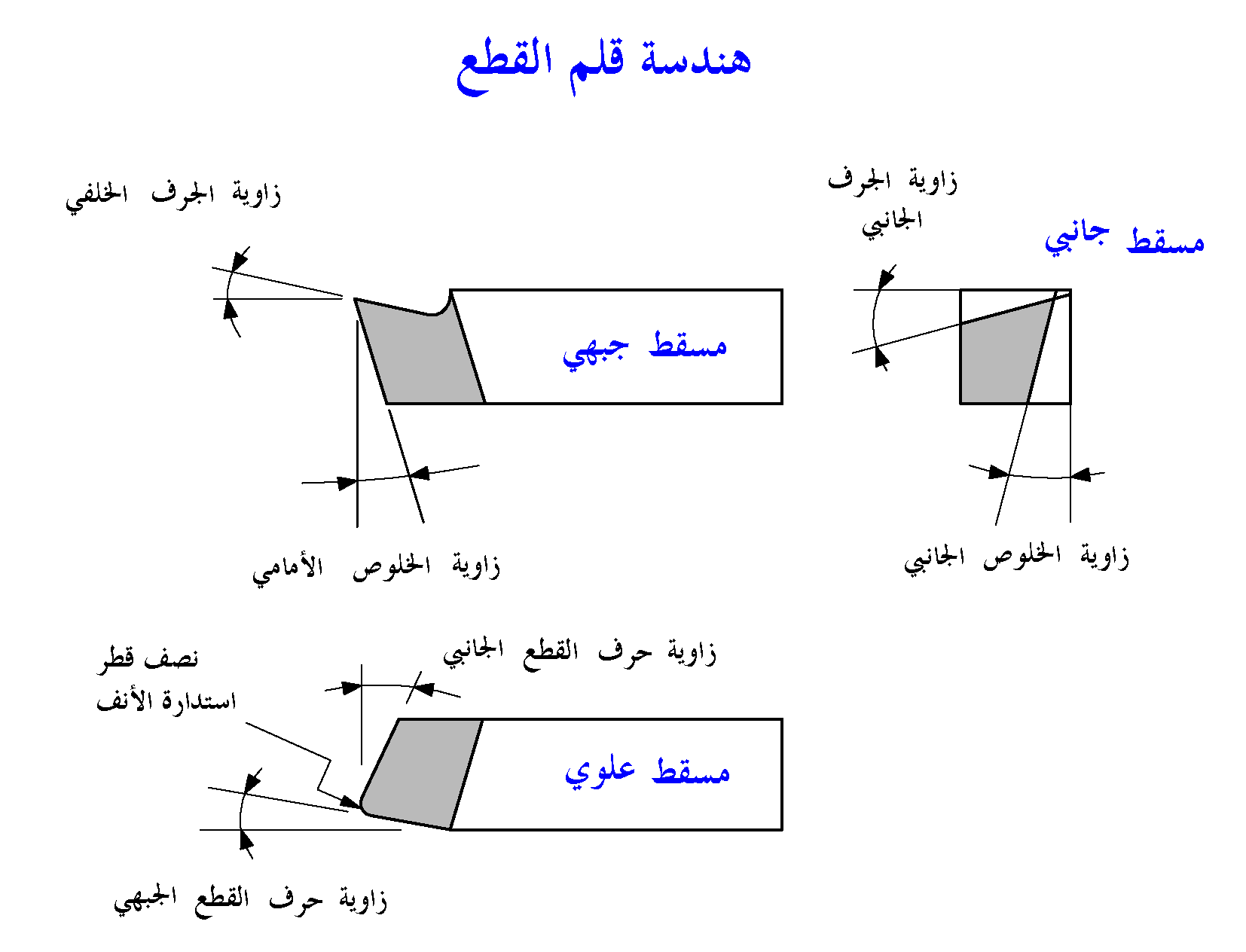
التوصيف الهندسي لقلم القطع موضحًا فيه زوايا قلم القطع

تساعد زاوية الجرف الخلفي على التحكم في اتجاه الرايش، الذي ينحني خلال تشكيله نتيجة الاختلاف في الطول بين الجزء الداخلي والخارجي للقطع. وتساعد زاوية الجرف أيضًا في تخفيف الضغط على قلم القطع. فزيادتها تسهل عملية دخول قلم القطع في المشغولة، وإنقاص قوة القطع، وسهولة تشكل الرايش، وإضعاف قلم القطع وتآكله السريع، نتيجة تركز الحرارة الناتجة عن قطع المعدن في جزء صغير من قلم القطع، والعكس صحيح.
تساعد زاوية الجرف الجانبي مع زاوية الجرف الخلفي على التحكم في اتجاه انسياب الرايش، وتحدد جزئيًا مقاومة المشغولة لتحرك قلم القطع، ويمكن اختيار أمثل زاوية لتناسب نوع المادة المشغولة. فالنحاس على سبيل المثال يحتاج إلى قلم قطع بزاوية جرف خلفي وزاوية جرف جانبي مساوية للصفر، بينما الألمنيوم يحتاج إلى 35° و 15°، على التوالي.
تساعد زيادة نصف قطر تدوير أنف قلم القطع في الحصول على نعومة في القطع حيث تزيل الكثير من النتوءات والخشونة الناتجة عن استعمال قلم قطع مدبب الرأس. زيادة هذه الزاوية يزيد من تحملية قلم القطع ويقوي القلم ويسهل عملية انتقال الحرارة المتولدة أثناء القطع، ويزيد من قوة مقاومة القطع مما يزيد من اهتزاز قلم القطع إلى حد ما.
كل الزوايا الباقية في قلم القطع تفيد في ترك خلوص بين قلم القطع والمشغولة. تكون زاوية الخلوص الأمامي عادة حوالي 8°، بينما زاوية الخلوص الجانبي تكون 10-15°، وتتعلق جزئيًا بمعدل التغذية المتوقع.